# Nesopupa dispersa
Nesopupa dispersa је пуж из реда Stylommatophora и фамилије Pupillidae. 

## Угроженост
Подаци о распрострањености ове врсте су недовољни.

## Распрострањење
Сједињене Америчке Државе (само Хаваји) су једино познато природно станиште врсте.

## Станиште
Врста Nesopupa dispersa има станиште на копну.